# Ingemar Johansson (politiker)
Gunnar Ingemar Johansson, född 30 mars 1950 i Okome församling i Hallands län, är en svensk politiker (centerpartist), författare och polis. Han var kommunstyrelsens ordförande (kommunalråd) i Falkenbergs kommun 2002–2006.
Efter tiden som kommunalråd har han (2021) givit ut fyra böcker. Han har även varit ordförande för Falkenbergs VBK och Ätrafors BK.